# Старк, Гарольд Рэйнсфорд
Гарольд Рейнсфорд Старк (англ. Harold Rainsford Stark, в США распространено прозвище «Бетти», Betty; 12 ноября 1880, Уилкс-Барре — 20 августа 1972, Вашингтон) — американский офицер Военно-морских сил США во время Первой мировой войны и Второй мировой войны, восьмой Руководитель военно-морскими операциями (с 1 августа 1939 по 26 марта 1942).

## Биография
Старк поступил в Военно-морскую академию США в 1899 году и закончил в 1903 году. Там же он получил прозвище «Бетти». С 1907 по 1909 год Старк служил на линейном корабле (англ. USS Minnesota (BB-22)) до и во время кругосветного круиза Атлантического флота США под названием Великий белый флот.
С 1934 по 1937 год возглавлял Главное управление вооружения ВМС США (англ. Bureau of Ordnance).
С 1939 по 1942 год занимал должность руководителя военно-морскими операциями США. В ноябре 1940 года представил «План Дог» (en:Plan Dog memo), который связал военные судьбы США и Великобритании в начавшейся Второй мировой войне. План считается одним из главнейших американских стратегических документов Второй мировой войны.
Во время Второй мировой войны был командующим американских военно-морских сил в Европе и с октября 1943 года возглавлял развёрнутый здесь 12-й флот США. Вышел в отставку в апреле 1946 года.
Он был похоронен на Арлингтонском национальном кладбище.

## Память
USS Stark (FFG-31) — фрегат Военно-морских сил США типа «Оливер Хазард Перри» (проект SCN 207/2081). Спущен на воду 24 августа 1979 года и назван в его честь.